# Makda Harun
Makda Harun (* 1988) ist eine äthiopische Marathonläuferin.
2009 wurde sie Zweite beim Paris-Halbmarathon, siegte bei der Cursa Bombers und wurde Vierte beim Venedig-Marathon.
2010 wurde sie Zweite beim Daegu-Marathon und stellte beim Venedig-Marathon einen Streckenrekord auf.

## Persönliche Bestzeiten
- 5000 m: 15:31,21 min, 28. September 2007, Shanghai
- 10-km-Straßenlauf: 32:39 min, Barcelona
- Halbmarathon: 1:10:39 h, 15. Oktober 2017, Melbourne
- Marathon: 2:26:46 h, 15. April 2012, Paris